# Ronny (Fußballspieler, 1986)
Ronny Heberson Furtado de Araújo, kurz Ronny, früher auch Tody, (* 11. Mai 1986 in Fortaleza) ist ein ehemaliger brasilianischer Fußballspieler. Zwischen 2010 und 2016 spielte er für Hertha BSC als Mittelfeldspieler. Er war in seiner aktiven Zeit für seinen schussgewaltigen linken Fuß bekannt.

## Karriere
Ronny begann seine Profikarriere im Jahr 2004 beim SC Corinthians Paulista und spielte dort drei Jahre lang. Als sein Vertrag im Jahr 2005 auslief, bemühten sich viele europäische Spitzenklubs um ein Engagement des hoffnungsvollen Talents. Im Transferpoker konnte sich letztendlich Sporting Lissabon gegen Manchester City, PSV Eindhoven und Paris Saint-Germain durchsetzen.
Seit dem Transfer nach Portugal hatte Ronny immer wieder Probleme, sich in die Startformation zu spielen, sodass er in der Saison 2006/07 nur auf zwölf Ligaeinsätze kam, wobei er allerdings ein vielbeachtetes Freistoßtor zum 1:0 in der 88. Minute gegen Naval 1º de Maio in Figueira da Foz schoss. Sein Freistoß wurde vom portugiesischen Fernsehen mit 210,9 km/h gemessen, was den Schuss zum bis dahin schnellsten machen würde. Der Physiker Metin Tolan zeigte allerdings, dass „Schussgeschwindigkeiten von 200 km/h im Fußball [...] völlig unmöglich“ sind.
In den folgenden Jahren konnte er sich immer weniger in der Startaufstellung von Lissabon etablieren, was auch daran lag, dass Sporting Leandro Grimi von AC Mailand zunächst ausgeliehen und dann endgültig transferiert hatte, der auf der gleichen Position wie Ronny spielte. Nachdem er in der Saison 2008/09 nur auf sechs Ligaeinsätze gekommen war, wurde er an União Leiria ausgeliehen.
In der Sommerpause 2010 unterschrieb Ronny bei Hertha BSC einen bis 2013 laufenden Vertrag. Dort spielte er bis zum Ende der Saison 2011/12 gemeinsam mit seinem Bruder Raffael, der Hertha nach dem Abstieg 2012 verließ. In der Saison 2012/13 verlängerte er seinen Vertrag bis 2017. Mit 18 Toren und 14 Torvorlagen hatte Ronny großen Anteil am Wiederaufstieg der Hertha 2013. In der 1. Bundesliga kam er jedoch nur wenig zum Zuge. Am 31. August 2016 wurde der Vertrag zwischen Ronny und Hertha BSC aufgelöst, da der Spieler in den Planungen des Klubs keine Rolle mehr spielte. Er sollte dadurch die Möglichkeit bekommen, sich auch nach Ende des Transferfensters einem neuen Klub anschließen zu können.
Ronny wurde zur Saison 2017/18 von Fortaleza EC verpflichtet. Sein Vertrag, der ohnehin nur bis zum 15. November 2017 gültig war, wurde zum 10. November 2017 aufgelöst. Daraufhin beendete Ronny seine Karriere als Profifußballer. Im Januar 2019 war er bei Berlin United im Gespräch und bestritt mit dem Verein die Wintervorbereitung, konnte sich aber nicht mit dem Verein einigen.
Im August 2020 feierte Ronny sein Comeback und unterschrieb einen Vertrag beim Berliner Sechstligisten 1. FC Novi Pazar.

## Titel und Erfolge
- U-17-Weltmeister (1): 2003
- Brasilianischer Meister (1): 2005
- Portugiesischer Pokal (2): 2007, 2008
- Portugiesischer Supercup (1): 2007, 2008
- Deutscher Zweitligameister (2): 2011, 2013